# Wenedyk
Wenedyk (вене́дик) — искусственный язык, созданный голландским переводчиком Яном ван Стенбергеном (который также был соавтором международного вспомогательного межславянского языка). Он используется в вымышленной Республике двух корон (эквивалент в действительности существовавшей Речи Посполитой), в альтернативной временной шкале Ill Bethisad. Официально венедик является потомком вульгарной латыни с сильной славянской примесью, основанной на предположении, что Римская империя включала предков поляков на своей территории. Менее официально он пытается показать, как выглядел бы польский язык, если бы он был романским, а не славянским языком. В интернете он хорошо известен как пример жанра альтланга, так же, как Brithenig и Breathanach.
Идея создания языка была вдохновлена такими языками, как Brithenig и Breathanach, языками, которые имеют такое же отношение к кельтским языкам, как венедик к польскому. Сам язык полностью основан на вульгарной латыни и польском языке: все фонологические, морфологические и синтаксические изменения, которые привели к развитию польского языка из праславянского, применяются к вульгарной латыни. В результате лексика и морфология носят преимущественно романский характер, в то время как фонология, орфография и синтаксис по существу те же, что и в польском языке. Венедик использует современную стандартную польскую орфографию, включая например ⟨w⟩ для /v/ и ⟨ł⟩ для /w/.
Венедик играет важную роль в альтернативной истории Ill Bethisad, где он является одним из официальных языков Республики двух корон Архивная копия от 26 июля 2020 на Wayback Machine. В 2005 году венедик подвергся серьёзному пересмотру из-за лучшего понимания латинских и славянских звуковых и грамматических изменений. В этом процессе автору помогал польский лингвист Гжегож Ягодзинский.
Словарь на странице WWW содержит более 4000 записей.
Этот язык привлёк некоторое внимание средств массовой информации в Польше, включая несколько новостных статей в интернете и статью в ежемесячнике Wiedza i Życie (Знание и жизнь).

## Правописание и произношение
Венедик использует польский алфавит, который состоит из следующих 32 букв :
A Ą B C Ć D E Ę F G H I J K L Ł M N Ń O Ó P R S Ś T U W Y Z Ź Ż
Кроме того, существует семь диграфов, представляющих пять фонем (ch идентичен h, а rz идентичен ż):
Ch Cz Dz Dź Dż Rz Sz
Произношение точно такое же, как и в польском языке. Ударение почти всегда падает на предпоследний слог. Предлог и местоимение обычно рассматриваются как одно слово, и поэтому, когда местоимение имеет только один слог, предлог подчёркивается.
(Теоретически конструкция Венедика позволяет относительно легко создавать другие «славяно-романские» языки. Романское «зеркало» для чешского, например, называется «Šležan Архивная копия от 11 мая 2021 на Wayback Machine»; другое для словацкого, хотя и несколько более свободное, чем два других, поскольку оно использует частично венгерскую орфографию, называется «Slevan Архивная копия от 14 марта 2022 на Wayback Machine».)

## Грамматика

### Существительные и прилагательные
У венедика нет артиклей. Это особенность, которая отличает венедик от всех естественных романских языков. Причина этого в том, что вульгарная латынь показала лишь рудиментарную тенденцию к образованию артиклей, в то время как в польском и большинстве других славянских языков они отсутствуют.
Существительные, местоимения и прилагательные могут иметь три рода (мужской, женский, средний), два числа (единственное и множественное число) и три падежа:
- direct case: используется как для субъекта, так и для прямого объекта предложения. В предложении: Miej poterz leże libier «Мой отец читает книгу», Miej poterz «мой отец» и libier «книга» находятся в direct case.
- родительный падеж: используется для обозначения владения, например: siedz potrze «кресло моего отца», rzejna Anglie «королева Англии».
- дательный падеж: используется для обозначения косвенного объекта предложения, например: Da mi ił libier «Дай мне эту книгу», Da mi łu «Дай её мне».

У венедика также есть звательный падеж. В большинстве случаев он имеет ту же форму, что и direct case, но есть исключения: O potrze! - «О, отец!»
Существительные можно разделить на четыре склонения. Они похожи на систему склонения в латыни:
- первое склонение это все слова на -а, подавляющее большинство из которых женского рода;
- второе склонение это в основном слова мужского и среднего рода, заканчивающиеся согласной. Это смесь второго и четвёртого склонения из латыни;
- третье склонение это в основном слова женские рода, заканчивающиеся мягким согласным;
- четвертое склонение это слова на -ej, оно соответствует латинскому пятому склонению.

Прилагательные всегда согласуются по роду, числу и падежу с существительным, которое они изменяют. Они могут быть размещены как до, так и после него.

### Местоимения
В отличие от существительных, прилагательных и других местоимений, личные местоимения не используют direct case, а вместо этого сохраняют различие между именительным и винительным падежами. Они отображаются на следующей диаграмме:
|                      | единственное число | единственное число | единственное число | единственное число | единственное число | множественное число | множественное число | множественное число | множественное число | множественное число |
| от первого лица      | от второго лица    | от третьего лица   | от третьего лица   | от третьего лица   | от первого лица    | от второго лица     | от третьего лиц     | от третьего лиц     | от третьего лиц     |                     |
| от первого лица      | от второго лица    | мужской род        | женский род        | средний род        | от первого лица    | от второго лица     | мужской род         | женский род         | средний род         |                     |
| имен. вин. род. дат. | jo mie miej mi     | ty cie ciej ci     | ił łu li           | ła łą lej          | łu li              | nu nosz nów         | wu wosz wów         | li łosz łór lew     | le łasz łar lew     | le łór lew          |
| Русский              | я меня мой мне     | ты тебя твой тебе  | он его ему         | она её ей          | это этот этому     | мы нас наш нам      | вы вас ваш вам      | они их им           | они их им           | они их им           |

### Глаголы
Глаголы спрягаются по лицам, числам, залогам и временам. Формы настоящего времени:
1 сг. – jemu «я люблю»
2 сг. – jemasz «ты любишь»
3 сг. – jema «он/она любит»
1 пл. – jemamy «мы любим»
2 пл. – jemacie «вы любите»
3 пл. – jemą «они любят»
Поскольку латинский и праславянский языки имели практически идентичные флексии лица/числа, венедик и польский тоже.
Глаголы венедика имеют следующие спряжения и времена:
Инфинитив – jemar «любить»
настоящее время – jemu «я люблю»
Имперфект – jemawa «я любил»
Перфект – jemie «я любил»
Будущее время (несовершенное) – joru jemar «я буду любить»
Будущее время (совершенное) – jemaru «я полюблю»
Условное наклонение – jemarsi «я бы любил»
Повелительное наклонение – jem «люби!»
Активное причастие – jemęć «любящий»
Страдательное причастие – jematy «любимый»

## Список слов
Словарь венедика, опубликованный в интернете, состоит из более чем 4000 слов. Из-за того, как он был развит из вульгарной латыни, слова венедика ближе всего к итальянскому, но с фонологическими отличиями от итальянского, которые можно сравнить с теми, которые отличают португальский от испанского. Следующие диаграммы из 30 слов показывают, как выглядит венедик по сравнению с рядом других романских языков; обратите внимание, что в отличие от бритенига, где четверть слов происходит из валлийского, только четыре венедикских слова (не считая szkoła, заимствованной в польский язык из латыни) напоминают польские слова из-за большей удалённости славянских языков от романских языков по сравнению с кельтскими языками:
| Слово          | Латынь             | Итальянский язык | Венедик | Польский язык | Румынский язык      |
| -------------- | ------------------ | ---------------- | ------- | ------------- | ------------------- |
| рука           | brachium           | braccio          | brocz   | ramię         | braţ                |
| чёрный         | nĭger, nĭgrum      | nero             | niegry  | czarny        | negru               |
| город, городок | cīvĭtās, cīvĭtātem | città            | czytać  | miasto        | oraş, [cetate]      |
| смерть         | mŏrs, mŏrtem       | morte            | mroć    | śmierć        | moarte              |
| собака         | canis              | cane             | kań     | pies          | câine               |
| ухо            | auris, aurĭcŭla    | orecchio         | urzykła | ucho          | ureche              |
| яйцо           | ovum               | uovo             | ów      | jajko         | ou                  |
| глаз           | ŏcŭlus             | occhio           | okieł   | oko           | ochi                |
| отец           | pater, patrem      | padre            | poterz  | ojciec        | tată                |
| огонь          | ignis, fŏcus       | fuoco            | fok     | ogień         | foc                 |
| рыба           | pĭscis             | pesce            | pieszcz | ryba          | peşte               |
| нога           | pĕs, pĕdem         | piede            | piedź   | stopa         | picior, [piez]      |
| друг           | amīcus             | amico            | omik    | przyjaciel    | prieten, amic       |
| зелёный        | vĭrĭdis            | verde            | wierdzi | zielony       | verde               |
| лошадь         | ĕquus, cabăllus    | cavallo          | kawał   | koń           | cal                 |
| я              | ĕgo                | io               | jo      | ja            | eu                  |
| остров         | īnsŭla             | isola            | izła    | wyspa         | insulă              |
| язык           | lĭngua             | lingua           | lęgwa   | język         | limbă               |
| жизнь          | vīta               | vita             | wita    | życie         | viaţă, [vită]       |
| молоко         | lac, lactis        | latte            | łoc     | mleko         | lapte               |
| имя            | nōmen              | nome             | numię   | imię          | nume                |
| ночь           | nŏx, nŏctis        | notte            | noc     | noc           | noapte              |
| старый         | vĕtus, vetulus     | vecchio          | wiekły  | stary         | vechi               |
| школа          | schŏla             | scuola           | szkoła  | szkoła        | şcoală              |
| небо           | caelum             | cielo            | czał    | niebo         | cer                 |
| звезда         | stēlla             | stella           | ścioła  | gwiazda       | stea                |
| зуб            | dĕns, dĕntem       | dente            | dzięć   | ząb           | dinte               |
| голос          | vōx, vōcem         | voce             | wucz    | głos          | voce, [boace], glas |
| вода           | aqua               | acqua            | jekwa   | woda          | apă                 |
| ветер          | vĕntus             | vento            | więt    | wiatr         | vânt                |

| Слово          | Португальский | Испанский | Каталонский | Окситанский | Французский | Романшский        | Венедик | Бритеник           |
| -------------- | ------------- | --------- | ----------- | ----------- | ----------- | ----------------- | ------- | ------------------ |
| рука           | braço         | brazo     | braç        | braç        | bras        | bratsch           | brocz   | breich             |
| чёрный         | negro         | negro     | negre       | negre       | noir        | nair              | niegry  | nîr                |
| город, городок | cidade        | ciudad    | ciutat      | ciutat      | cité        | citad             | czytać  | ciwdad             |
| смерть         | morte         | muerte    | mort        | mòrt        | mort        | mort              | mroć    | morth              |
| собака         | cão           | perro     | gos         | gos, can    | chien       | chaun             | kań     | can                |
| ухо            | orelha        | oreja     | orella      | aurelha     | oreille     | ureglia           | urzykła | origl              |
| яйцо           | ovo           | huevo     | ou          | uòu         | œuf         | ov                | ów      | ew                 |
| глаз           | olho          | ojo       | ull         | uèlh        | œil         | egl               | okieł   | ogl                |
| отец           | pai           | padre     | pare        | paire       | père        | bab               | poterz  | padr               |
| огонь          | fogo          | fuego     | foc         | fuòc        | feu         | fieu              | fok     | ffog               |
| рыба           | peixe         | pez       | peix        | peis        | poisson     | pesch             | pieszcz | pisc               |
| нога           | pé            | pie       | peu         | pè          | pied        | pe                | piedź   | pedd               |
| друг           | amigo         | amigo     | amic        | amic        | ami         | ami               | omik    | efig               |
| зелёный        | verde         | verde     | verd        | verd        | vert        | verd              | wierdzi | gwirdd             |
| лошадь         | cavalo        | caballo   | cavall      | caval       | cheval      | chaval            | kawał   | cafall             |
| я              | eu            | yo        | jo          | ieu         | je          | jau               | jo      | eo                 |
| остров         | ilha          | isla      | illa        | illa        | île         | insla             | izła    | ysl                |
| язык           | língua        | lengua    | llengua     | lenga       | langue      | linguatg, lieunga | lęgwa   | llinghedig, llingw |
| жизнь          | vida          | vida      | vida        | vida        | vie         | vita              | wita    | gwid               |
| молоко         | leite         | leche     | llet        | lach        | lait        | latg              | łoc     | llaeth             |
| имя            | nome          | nombre    | nom         | nom         | nom         | num               | numię   | nôn                |
| ночь           | noite         | noche     | nit         | nuèch       | nuit        | notg              | noc     | noeth              |
| старый         | velho         | viejo     | vell        | vièlh       | vieux       | vegl              | wiekły  | gwegl              |
| школа          | escola        | escuela   | escola      | escòla      | école       | scola             | szkoła  | yscol              |
| небо           | céu           | cielo     | cel         | cèl         | ciel        | tschiel           | czał    | cel                |
| звезда         | estrela       | estrella  | estrella    | estela      | étoile      | staila            | ścioła  | ystuil             |
| зуб            | dente         | diente    | dent        | dent        | dent        | dent              | dzięć   | dent               |
| голос          | voz           | voz       | veu         | votz        | voix        | vusch             | wucz    | gwg                |
| вода           | água          | agua      | aigua       | aiga        | eau         | aua               | jekwa   | ag                 |
| ветер          | vento         | viento    | vent        | vent        | vent        | vent              | więt    | gwent              |

## Пример текста
Молитва Отче Наш (из Ill Bethisad):
Potrze nostry, kwały jesz en czałór, sąciewkaty si twej numię.
Owień twej rzeń.
Foca si twa włątać, komód en czału szyk i sur cierze.
Da nów odzej nostry pań kocidzany.
I dziemieć nów nostrze dziewta, komód i nu dziemiećmy świew dziewtorzew.
I nie endycz nosz en ciętaceń, uta liwra nosz dzie mału.
Nąk twie są rzeń i pociestać i głurza, o siąprz. Amen.
Всеобщая декларация прав человека, статья 1 (из Ill Bethisad)
Tuci ludzie noską sie liwrzy i jekwali z rześpiece świej dzińtacie i swór drzecór. Li są dotaci ku rocenie i koszczęce i dziewię ocar piara wyniałtru en jenie frotrzeńtacie.

## Похожие языки
Во вселенной Ill Bethisad есть два других языка, которые связаны с венедиком: слеванский, на котором говорят в аналоге Словакии в этой вселенной, и шлежанский, или силезский, на котором говорят в Силезии. Шлежан отражает чешский   почти так же, как венедик польский, в то время как слеван, несмотря на то, что он используется в Словакии, этот язык больше похож на венгерский и хорватский в своей орфографии. (Романское зеркало словацкого языка это диалект слевана, на котором говорят в Моравии, называемый Moravľaňec.) Как бы в качестве компенсации, хорватский язык в Ill Bethisad вынужден заметно отличаться от сербского, будучи похожим на современные чешский и словацкий языки.
Кроме того, в знаменитом комиксе Приключения Тинтина вымышленный язык силдавиан можно рассматривать как германский аналог венедика, показывая, как мог бы выглядеть польский язык, если бы он был германским, а не славянским языком. Почти вымерший язык Wymysorys даёт ещё один реальный пример этого. В Ill Bethisad также есть такой славяно-германский язык: богемский, на котором говорят в Чешской Республике этой вселенной, разработанный чешским лингвистом-любителем Яном Гавлишем.